# 나비나물속

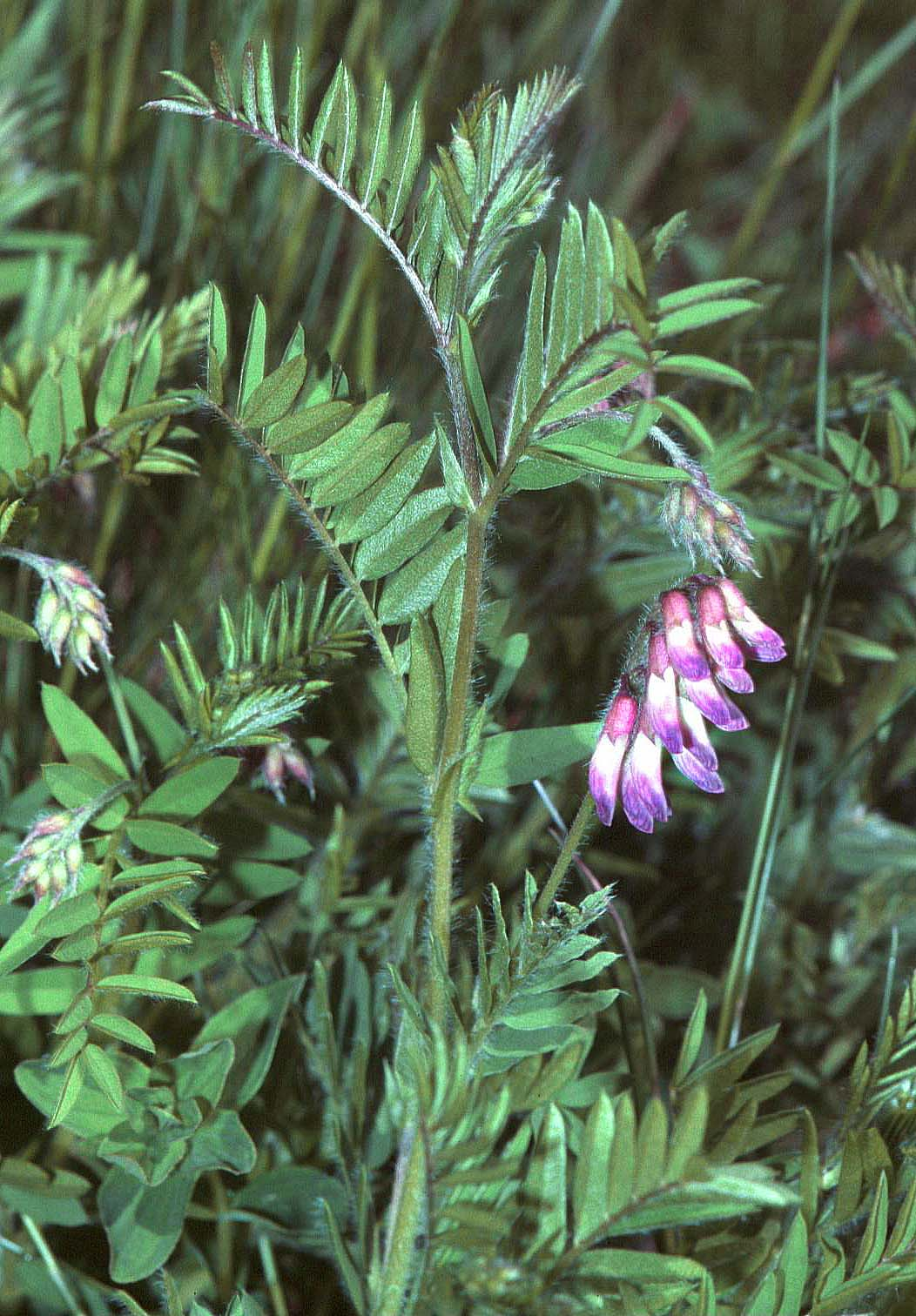

나비나물속(Vicia)은 협과(콩과)의 일부이며 일반적으로 240종 이상의 꽃 피는 식물의 속이다. 이 속을 이루는 종은 유럽, 북미, 남미, 아시아 및 아프리카가 원산지이다. 아과인 콩아과의 일부 다른 속은 또한 "vetch"를 포함하는 이름을 가지고 있다. 누에콩(Vicia faba)은 때때로 단일형 콩속(Faba)으로 분리된다. 살갈퀴덩굴과 가장 가까운 친척 중에는 렌즈콩(Lens)과 완두콩(Pisum)이 있다.

## 종 예시
- 누에콩(Vicia faba)
- 가는등갈퀴(Vicia tenuifolia Roth. – fine-leaved vetch)
- 얼치기완두(Vicia tetrasperma)
- 나비나물(Vicia unijuga)